# خطاب الملك
خطاب الملك (بالإنجليزية: The King's Speech) فيلم دراما تاريخي بريطاني من إنتاج عام 2010، إخراج توم هوبر، وبطولة كولين فيرث وهيلينا بونهام كارتر وجيفري راش ومايكل جامبون وغاي بيرس. الفيلم فاز بجائزة الجمهور في مهرجان تورنتو 2010 ، وفاز بأربع جوائز أوسكار من أصل 12 من بينها للأفضل فيلم وأفضل ممثل بدور رئيسي لكولين فيرث.

## القصة
الملك جورج السادس (كولين فيرث) يصل إلى كرسي الحكم في بريطانيا وذلك بعد أن تنازل أخوه الأكبر له عن الحكم بسبب وقوعه بحب امرأة مطلقة لا تسمح له قوانين الملكية البريطانية بالزواج منها، مما وضع الملك جورج السادس في مأزق لا يحسد عليه حيث أنه لم يكن مستعدا لذلك وكان يعاني تعثّر في الكلام وخصوصا عند الحديث علنا يحرجه بصورة دائمة، ويشاء سوء حظه أن تكون مرحلة حكمه هي مرحلة تغيّر كبيرة في طريقة تواصل الملك والحكّام عموما مع شعوبها فبعد ظهور الراديو أصبح مطلوبا من الملك أن يخاطب شعبه من خلاله وخصوصا في الأوقات الحرجة والصعبة وهو ما كانت تمر بها البلاد وهي على أعتاب الحرب العالمية الثانية، فكون الملك متحدثا ماهرا ومعبّرا أصبحت واحدة من أهم الصفات المطلوبة فيه، مما يجعل الملك جورج وزوجته يسعيان للبحث عمن يستطيع علاج ذلك الرهاب، ويجدان بغيتهما في الدكتور ليونيل لوغ (جيفري راش) يعمل في مكتب متواضع وبأساليب غير تقليدية استطاع من خلالها تخليص الملك من عقدته.

## جوائز الاوسكار2011
وحصد فيلم «خطاب الملك» للمخرج البريطاني توم هوبر، الذي كان الأوفر حظا ومرشحا في 12 فئة، أربع جوائز أوسكار رئيسية هي:
- أفضل مخرج
- أفضل فيلم
- أفضل ممثل
- أفضل سيناريو أصلي

## وصلات خارجية
- خطاب الملك على موقع IMDb (الإنجليزية)
- خطاب الملك على موقع ميتاكريتيك (الإنجليزية)
- خطاب الملك على موقع الموسوعة البريطانية (الإنجليزية)
- خطاب الملك على موقع روتن توميتوز (الإنجليزية)
- خطاب الملك على موقع نتفليكس (الإنجليزية)
- خطاب الملك على موقع قاعدة بيانات الأفلام العربية
- خطاب الملك على موقع ألو سيني (الفرنسية)
- خطاب الملك على موقع Turner Classic Movies (الإنجليزية)
- خطاب الملك على موقع أول موفي (الإنجليزية)
- خطاب الملك على موقع بوكس أوفيس موجو (الإنجليزية)